# Emili Gàmiz i Cuixart
Emili Gàmiz i Cuixart (Badalona, 24 d'octubre de 1933 - Barcelona, 17 de gener de 1984) fou un futbolista català de la dècada de 1950.

## Trajectòria
Fou conegut amb el sobrenom del bambi. Començà al CF Badalona, d'on passà al RCD Espanyol per recomanació del també ex jugador Santiago Schild. Fou cedit al CE Sabadell durant el 1954, per retornar al club espanyolista a les darreries d'any. Jugà durant set temporades al club fins a l'any 1959. Formà un gran mig del camp al costat de David Casamitjana. Participà en la final de la Copa d'Espanya de l'any 1957 enfront del FC Barcelona. Les darreres temporades les disputà a la UD Las Palmas. Una lesió forçà la seva marxa del club canari per acabar retirant-se al CF Badalona.
Fou un cop internacional amb la selecció d'Espanya B el 10 de novembre de 1955 davant França i un altre amb la selecció catalana també l'any 1955. Va morir a Barcelona el gener de 1984 quan només tenia 51 any després d'una llarga malaltia.